# 국도 제164호선 (일본)
국도 제164호선(일본어: 国道164号)은 미에현 욧카이치시의 욧카이치 항과 스와정 스와 신사 앞 교차로를 서로 오가는 일반 국도 노선이다. 그러나 총 연장이 3.2 km 뿐인 미나토 국도로 분류되며, 실제 연장과 현도는 각각 3km 밖에 되지 않은 짧은 국도 노선이기도 하다. 또한 이 국도 중 200m 구간에 한하여 1번 국도와 겹쳐진다.

## 역사
- 1953년 5월 18일 : 2급 국도 164호선인 욧카이치 항선으로 지정되어 본격적으로 시행.
- 1965년 4월 1일 : 도로에 관한 법률 개정에 착수하자, 1·2급의 구분이 모두 폐지됨과 동시에 일반 국도 164호선으로 다시 지정시키고 이와 동시에 일반 국도로 본격 시행.

## 지리
- 경유지: 유일하게 미에현 욧카이치시 뿐이다.
- 교차하는 도로: 국도 제1호선, 국도 제23호선

## 같이 보기
- 미나토 국도(일본어판)